# Дюбен
Дюбен (нем. Düben) — посёлок в Германии, в земле Саксония-Анхальт, входит в район Виттенберг в составе городского округа Косвиг.
Население составляет 261 человек (на 15 сентября 2010 года). Занимает площадь 12,25 км².

## История
Первое упоминание о поселении встречается в Кодексе дипломатов Анхальта в 1280 году.
До марта 2009 года Дюбен образовывал собственную коммуну.
1 марта 2009 года, после проведённых реформ, Дюбен вошёл в состав городского округа Косвиг, в качестве района.